# Субханкуловский сельсовет
Субханку́ловский сельсове́т — муниципальное образование в Туймазинском районе Башкортостана.
Административный центр — село Субханкулово.

## История
Согласно Закону о границах, статусе и административных центрах муниципальных образований в Республике Башкортостан имеет статус сельского поселения.
В 2008 году в состав сельсовета вошёл Нуркеевский сельсовет.
Закон Республики Башкортостан от 19.11.2008 № 49-з «Об изменениях в административно-территориальном устройстве Республики Башкортостан в связи с объединением отдельных сельсоветов и передачей населённых пунктов» гласил:

 "Внести следующие изменения в административно-территориальное устройство Республики Башкортостан:
42) по Туймазинскому району:
б) объединить Субханкуловский и Нуркеевский сельсоветы с сохранением наименования «Субханкуловский» с административным центром в селе Субханкулово.
Включить села Зигитяк, Старое Субханкулово, деревни Каин-Елга, Нуркеево Нуркеевского сельсовета в состав Субханкуловского сельсовета.
Утвердить границы Субханкуловского сельсовета согласно представленной схематической карте.
Исключить из учётных данных Нуркеевский сельсовет;

## Население
| 2002  | 2009  | 2010  | 2012  | 2013  | 2014  | 2015  |
| ----- | ----- | ----- | ----- | ----- | ----- | ----- |
| 7011  | ↗7172 | ↗7668 | ↗7766 | ↗7785 | ↗7822 | ↗7904 |
| 2016  | 2017  | 2018  |       |       |       |       |
| ↗7951 | ↘7944 | ↘7932 |       |       |       |       |

## Состав сельского поселения
| № | Населённый пункт    | Тип населённого пункта       | Население |
| - | ------------------- | ---------------------------- | --------- |
| 1 | Субханкулово        | село, административный центр | ↘5595     |
| 2 | Нуркеево            | деревня                      | ↗888      |
| 3 | Старое Субханкулово | село                         | ↗784      |
| 4 | Зигитяк             | село                         | ↘279      |
| 5 | Каин-Елга           | деревня                      | ↗119      |

### Упразднённые населённые пункты
В 1981 году была упразднена деревня Новогеоргиевка.

## Известные уроженцы
- Аюпов, Рафгетдин Талипович (15 марта 1914 — 19 декабря 1987) — нефтяник, машинист нефтеперекачивающей станции, Герой Социалистического Труда (1966)[18][19].

## Достопримечательности
- Мечеть села Зигитяк — деревянная мечеть, памятник архитектуры Башкортостана. Построена в 1912—1914 гг. Службы велись до 1936 года. Затем здесь размещались шелкопрядильный цех, зернохранилище, в годы Великой Отечественной войны лазарет, а в послевоенные годы пионерский лагерь. До наших дней сохранились минарет и внутреннее убранство мечети. В 2012 году был проведен капитальный ремонт, который вдохнул в мечеть вторую жизнь[20][21][22].